# Hongō

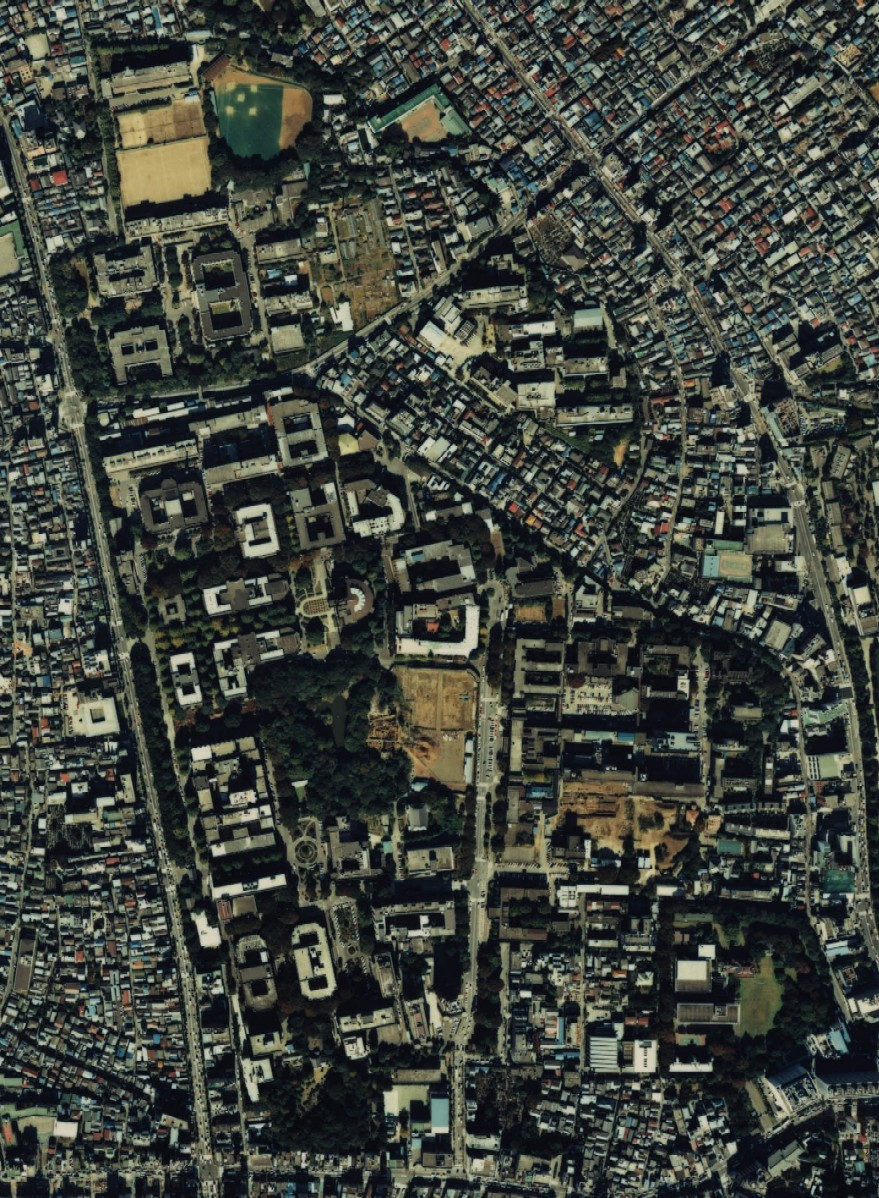
Le campus Hongō de l'université de Tokyo

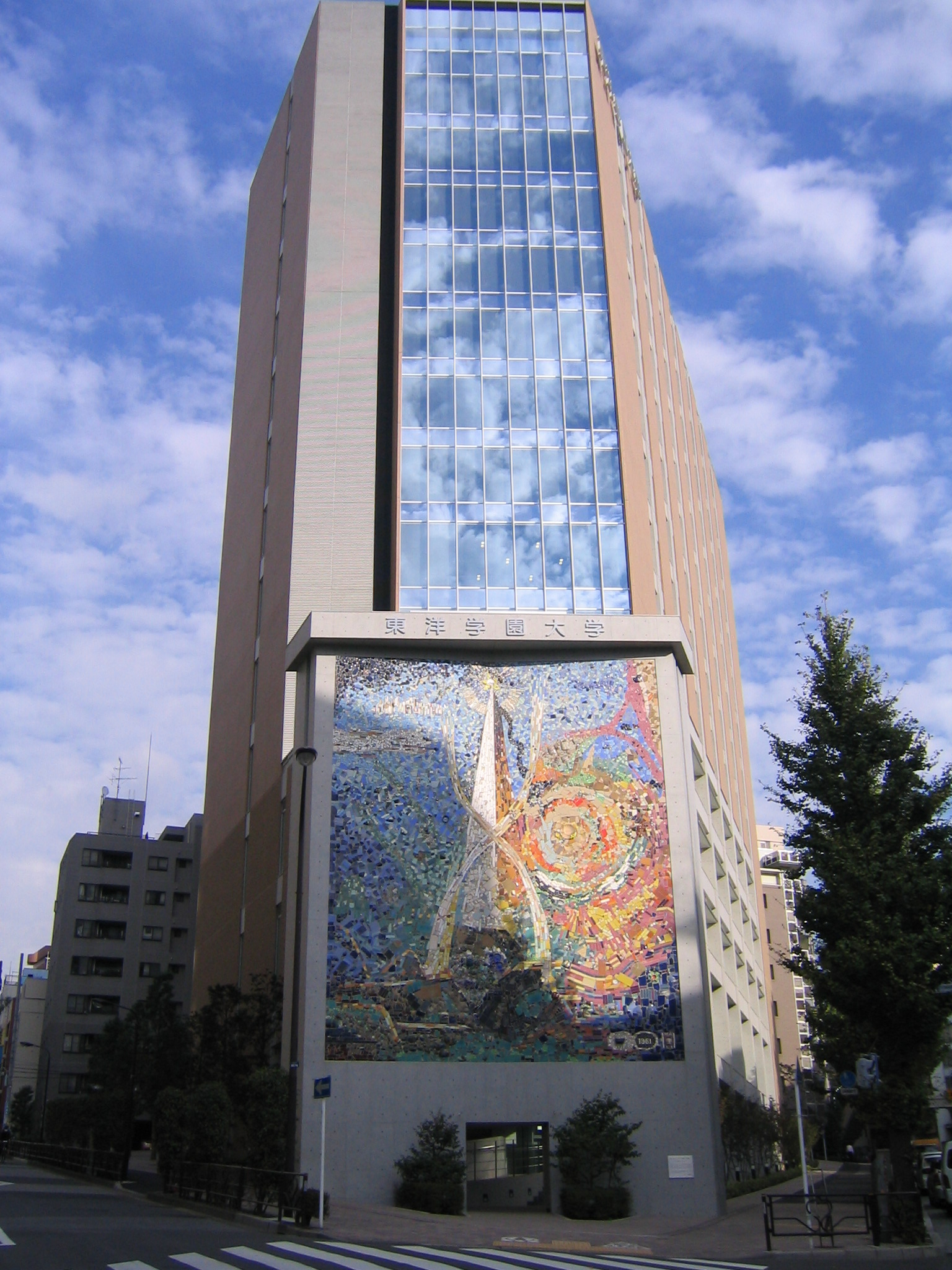
Peinture murale de l'université Tōyō Gakuen

Hongō (本郷) est un quartier de Tokyo situé dans l'arrondissement de Bunkyō (文京区). Il se situe au nord de Kōkyo, le palais impérial, et à l'ouest de Ueno.  Il est divisé en sept parties, de Hongō 1 chōme à Hongō 7 chōme. Il abrite l'université de Tokyo et l'université de Tōyō Gakuen (東洋学園). Le 1er octobre 2007, le quartier comptait  16 938 habitants. Son code postal est le 113-0033. Autrefois, le quartier de Hongō représentait un arrondissement en lui-même, Hongō-ku (本郷区), mais en 1947 il fut fusionné avec l'arrondissement Koishikawa (小石川区, Koishikawa-ku), ce qui donna l'actuel arrondissement de Bunkyō.

## Généralités
Hongō est situé au Sud-Est de l'arrondissement de Bunkyō. Caractérisé par sa forme en losange, il est traversé du Nord au Sud par le boulevard Hongō-Dōri (本郷通り), et d'Est en Ouest par le boulevard Kasuga-Dōri (春日通り). Au centre se trouve la station Hongō-sanchōme (本郷三丁目). La grande côte formée par le boulevard Hongō-Dōri aboutit à un léger plateau, Hongō-dai (本郷台).
Au Sud de Hongō se trouve Ochanomizu (御茶ノ水), ancienne douve extérieure ; au Nord l'université de Tokyo, à l'Est Yushima (湯島), et à l'Ouest Kōrakuen (後楽園).
Hongō est le centre littéraire le plus important du Japon. Au Nord-Est se trouve l'université de Tokyo et au Nord-Ouest plusieurs maisons d'édition et le quartier résidentiel. L'université de Tokyo est également appelée Hongō du fait que son campus principal soit situé dans ce quartier. Hongō est caractérisé également par ses imprimeries, ses centres d'études et de nombreux établissements en rapport avec ces domaines. De nombreux intellectuels résident dans ce quartier.
Par ailleurs, la partie Sud de Hongō regroupe des hôpitaux et des commerces spécialisés dans l'appareillage médical, à la frontière avec Akihabara, quartier spécialisé dans l'électronique.

## Histoire
À l'origine, plusieurs hameaux sont concentrés dans la zone Yushimagō (湯島郷). Petit à petit, le centre de cette zone prend le nom de Yushima-Hongō (湯島本郷), littéralement « berceau de la zone Yushima ». C'est entre l'époque de Muromachi (室町時代, Muromachi jidai) et l'époque Sengoku (戦国時代, Sangoku jidai), soit de 1336 jusqu'au début du XVIIe siècle, que ce quartier prit le nom de Hongō.
De nombreuses habitations sont construites très rapidement et Hongō se divise en de nombreux blocs tels que Yumichō (弓町), Motomachi (元町), Masagochō (真砂町), ou Kikuzakachō (菊坂町). De l'ère Meiji à l'ère Shōwa, soit de 1868 à 1989, de nombreux littérateurs de renom résidèrent à Hongō, parmi lesquels Natsume Sōseki, Tsubouchi Shōyō, Ichiyō Higuchi, Futabatei Shimei, Shiki Masaoka, Kenji Miyazawa, Yasunari Kawabata ou Takuboku Ishikawa.
En 1730, après une série d'incendies, Oooka Tadasuke Echizen, préfet d'Edo règlemente la construction des habitations au sein d'Edo jusqu'au carrefour de Hongō Sanchome. Ce carrefour marque ainsi, de fait, limite nord-est de Edo ; limite qui sera officialisée en 1818 avec l'édification des limites de la préfecture d'Edo. Le quartier est assez connu pour son héritage culturel est ses nombreux bâtiments construits entre 1890 et 1940. Le quartier possède une vieille résidence étudiante, Hongō-kan (本郷館), de plusieurs étages construite en 1905 entièrement en bois.

## Transport
Le quartier est desservi par les lignes de métro Marunouchi et Ōedo à la station Hongō-sanchōme.